# Acygnatha atrapex
Acygnatha atrapex là một loài bướm đêm trong họ Noctuidae.